# Punta de l'Àliga (Rasquera)
La Punta de l'Àliga és una muntanya de 340 metres que es troba al municipi de Rasquera, a la comarca catalana de la Ribera d'Ebre.